# Lekenye megállóhely
Lekenye megállóhely Lekenyén, a Rozsnyói járásban van, melyet a Železničná spoločnosť Slovensko a.s. üzemeltetett. 2012. december 9-étől szünetel a megállóban a forgalom.

## Vasútvonalak
Az állomást az alábbi vasútvonalak érintik:
- Zólyom–Kassa-vasútvonal

## Kapcsolódó állomások
A vasútállomáshoz az alábbi állomások vannak a legközelebb:
- Csoltó megállóhely

## Története
Az 1903-as menetrendben még Tiba 13. sz. őrház néven találjuk. 2012. december 9-én megszűnt a regionális forgalom a megállóhelyet érintő vonalon.